# Mezoeza

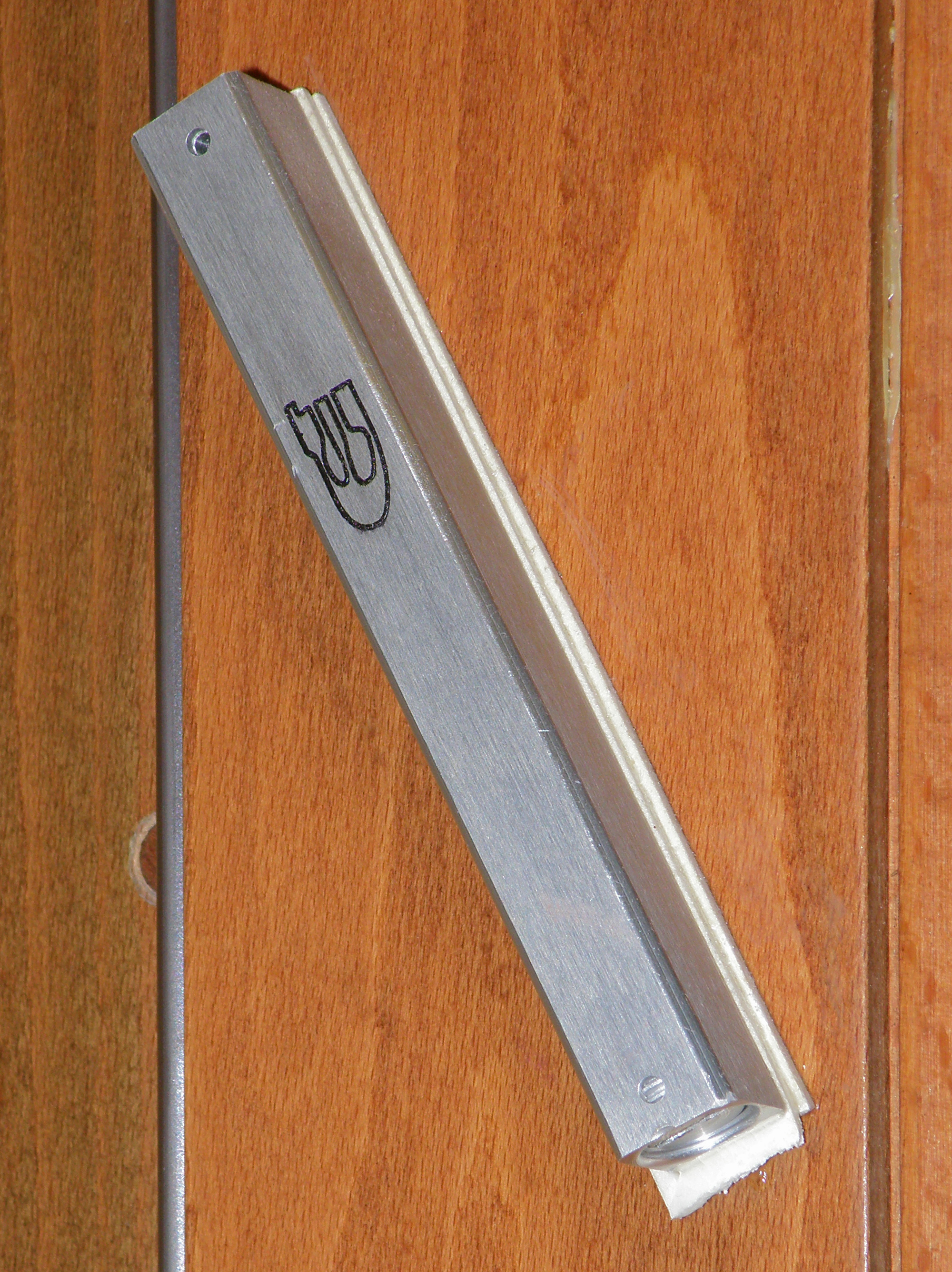
Een modern vormgegeven mezoeza

Mezoeza (Hebreeuws: מזוזה ,letterlijk: deurpost) is een tekstkokertje dat volgens traditioneel joods gebruik op deurposten wordt aangebracht. Het bevat de hieronder vermelde teksten uit Deuteronomium (Dewariem). Bij het aanbrengen ("aanslaan") van de mezoeza wordt de volgende zegen uitgesproken: Baruch atah adonai eloheinu melech ha'olam asher kid'shanu b'mitzvotav v'tzivanu likbo'a m'zuzah. Gezegend zijt gij Heer onze God, Koning van het heelal, die ons heiligde met zijn mitzvot (613 geboden en verboden uit de Thora) en ons de mezoeza op de deurposten liet schrijven.
De woorden worden met de hand met onuitwisbare inkt op een strook perkament geschreven. Op de achterzijde schrijft men Sjaddai, een van de Bijbelse namen van God. Het perkament wordt dan opgerold zodat de eerste letter van Sjaddai (de letter shin ש) zichtbaar wordt. Meestal staat de letter shin ook op het kokertje waarin het perkament geschoven wordt. De mezoeza vindt men rechts op alle deurposten die leiden naar de woon-, werk-, en slaapkamers, het hek en de synagoge. Ook aan de deurposten van bedrijven kan hij geplaatst worden.

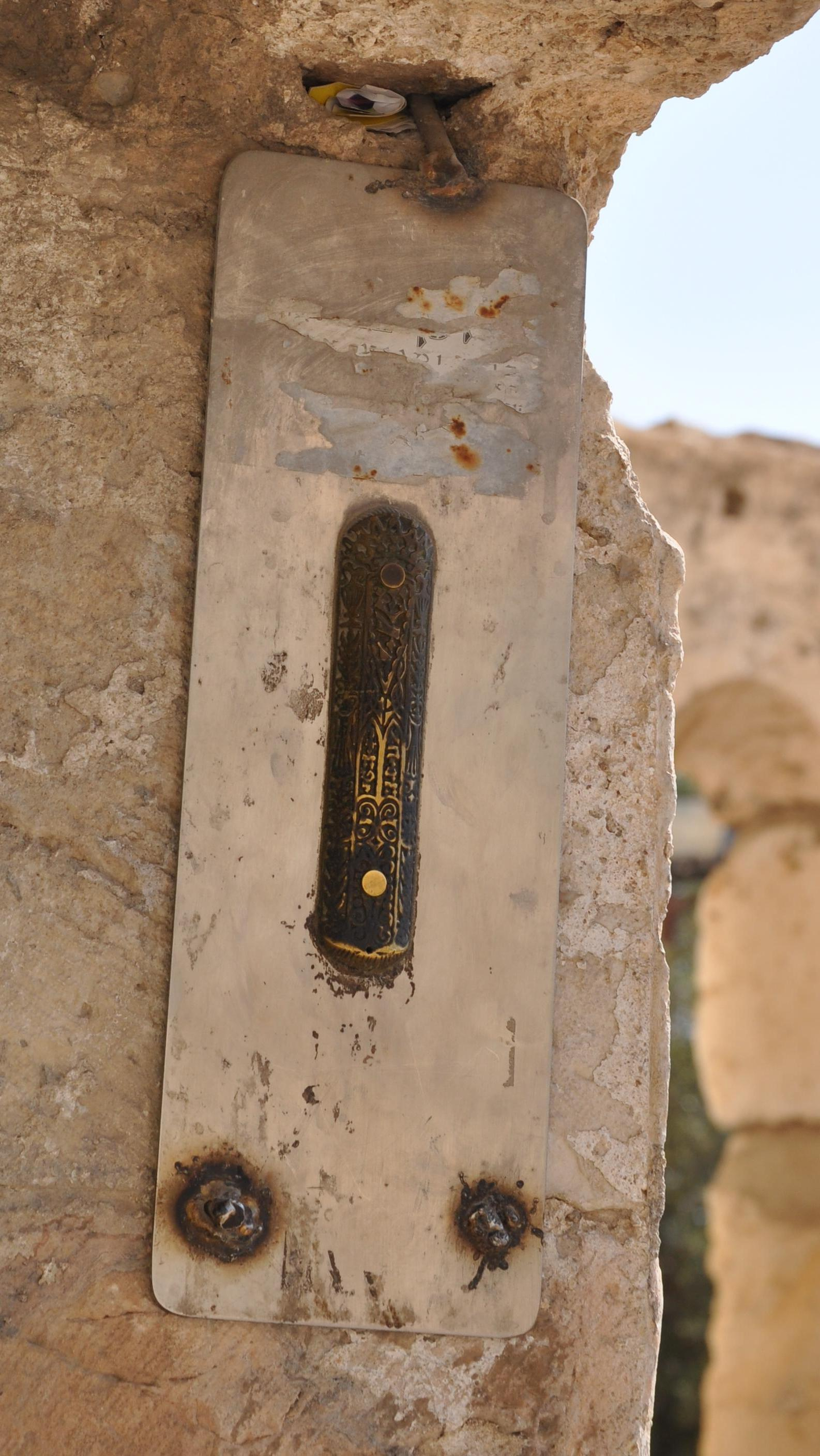
Ook op de poort van Jeruzalem bij de Klaagmuur bevindt zich een Mezoeza

Het is gebruik van vele joden om bij binnenkomst van het vertrek waar een mezoeza is aangebracht de mezoeza aan te raken en vervolgens de vingers naar de lippen te brengen. De mezoeza wordt altijd op een rechterdeurpost aangebracht, in elk geval alle buitendeuren, en deuren die leiden naar woonkamers, werkvertrekken en slaapkamers.

## Verzen
Dit stukje uit de bijbel is in de mezoeza gebaseerd op een van de 613 mitswot van het Jodendom, te weten Deuteronomium 6:4-9 (het Sjema) en 11:13-21:

### Deuteronomium 6:4-9 (Sjema)
Hoor, Israël: de Here is onze God; de Here is één! Gij zult de Here, uw God, liefhebben met geheel uw hart en met geheel uw ziel en met geheel uw kracht. Wat ik u heden gebied, zal in uw hart zijn, gij zult het uw kinderen inprenten en daarover spreken, wanneer gij in uw huis zit, wanneer gij onderweg zijt, wanneer gij nederligt en wanneer gij opstaat. Gij zult het ook tot een teken op uw hand binden en het zal u een voorhoofdsband tussen uw ogen zijn, en gij zult ze schrijven op de deurposten van uw huis en aan uw poorten.

### Deuteronomium 11:13-21
Indien gij nu aandachtig luistert naar de geboden, die ik u heden opleg, zodat gij de Here, uw God, liefhebt en Hem dient met uw ganse hart en uw ganse ziel, dan zal Ik de regen voor uw land op zijn tijd geven, de vroege en de late regen, zodat gij uw koren en uw most en uw olie kunt inzamelen, en Ik zal op uw veld gras geven voor uw vee, zodat gij kunt eten en verzadigd worden. Neemt u ervoor in acht, dat uw hart zich niet laat verlokken, zodat gij afwijkt, andere goden dient en u voor hen nederbuigt. Dan zou de toorn des Heren tegen u ontbranden en Hij zou de hemel toesluiten, zodat er geen regen komt, de bodem zijn opbrengst niet geeft en gij weldra te gronde gaat in het goede land, dat de Here u geven zal. Maar gij zult deze mijn woorden in uw hart en in uw ziel leggen; gij zult ze tot een teken op uw hand binden en zij zullen een voorhoofdsband tussen uw ogen zijn. Gij zult ze uw kinderen leren en daarover spreken, wanneer gij in uw huis zit en wanneer gij onderweg zijt, wanneer gij nederligt en wanneer gij opstaat; gij zult ze schrijven op de deurposten van uw huis en aan uw poorten, opdat gij en uw kinderen in het land, waarvan de Here uw vaderen gezworen heeft, dat Hij het hun zou geven, zo lang leeft, als de hemel boven de aarde staat.